# Argyrochosma palmeri
Argyrochosma palmeri là một loài thực vật có mạch trong họ Adiantaceae. Loài này được (Baker) Windham miêu tả khoa học đầu tiên năm 1987.